# Rytis Kėvelaitis
Rytis Kėvelaitis (* 1. Juni 1990 in Kaunas) ist ein litauischer Energie-Politiker und seit 2019 Vizeminister.

## Leben
Nach dem Abitur am Saulės-Gymnasium in Kaunas absolvierte Rytis Kėvelaitis ein Bachelorstudium internationale Beziehungen und Politik an der University of Sheffield in South Yorkshire (Großbritannien). Er hatte ein Austauschsemester und studierte internationale Beziehungen und Recht an der Universität Genf. Er machte ein EP-Praktikum beim litauischen EP-Abgeordneten Leonidas Donskis.
Von 2013 bis 2017 arbeitete er in der Agentur „Investuok Lietuvoje“.
Ab 2017 war er Berater des Ministers im Energieministerium Litauens.
Seit dem 5. April 2019 ist er Vizeminister und Stellvertreter des Energieministers Žygimantas Vaičiūnas im Kabinett Skvernelis. Er wurde Nachfolger von Vidmantas Macevičius, der Bürgermeister der Rajongemeinde Mažeikiai wurde.